# Јуниверсити (Мисисипи)
Јуниверсити (енгл. University) насељено је место без административног статуса у америчкој савезној држави Мисисипи.

## Демографија
По попису из 2010. године број становника је 4.202.
| Група             | 2000.    | 2010.         |
| Белци             | 0 (0,0%) | 3.253 (77,4%) |
| Афроамериканци    | 0 (0,0%) | 639 (15,2%)   |
| Азијати           | 0 (0,0%) | 147 (3,5%)    |
| Хиспаноамериканци | 0 (0,0%) | 109 (2,6%)    |
| Укупно            | 0        | 4.202         |